# قائمة الشركات التابعة لمايكروسوفت
قائمة الشركات التابعة لمايكروسوفت: هذه قائمة الشركات التابعة لشركة مايكروسوفت

## يمر
يمر هي خدمة تعاون مؤسسية تتيح للشركات إنشاء شبكتها الاجتماعية الخاصة عبر الإنترنت لأعضاء مؤسستهم. وبعبارة أخرى، يتم إعطاء المنظمات التي تستخدم يمر نظاما مركزيا للاتصال الداخلي والتعاون. تأسست الشركة في سبتمبر 2008 من قبل ديفيد ساكس، بايبال السابق (بيبل بيبليباي هولدينغز إنك 74 81 + 0. 09٪ كريتد ويث هيستوك 4. 2. 6) التنفيذية، وآدم بيسوني.

## سكايب
سكايب تكنولوجيز، والاتصالات السلكية واللاسلكية، وخدمة الاتصالات عبر بروتوكول الإنترنت، هي شركة فرعية أخرى تابعة لشركة ميكروسوفت. تأسست الشركة في عام 2003 من قبل اثنين من المطورين الأوروبي يُدعيان جانوس فريس ونيكلاس زنستروم. يستخدم ملايين الأفراد والشركات من جميع أنحاء العالم منصة سكايب لإجراء مكالمات صوتية ومكالمات فيديو مجانية لمستخدمي سكايب الآخرين. وتوفر الشركة أيضا اشتراكات مدفوعة الأجر تتيح لمستخدميها إجراء مكالمات واستقبالها من وإلى الهواتف الفعلية.
في سبتمبر 2005، على الإنترنت العملاقة التجزئة ايباي (إيباي إبايباي Inc37.52 + 0. 40٪ كريتد ويث هيستوك 4. 2. 6) اشترى سكايب مقابل $ 2. 6 مليارات. في أوائل عام 2009، بدأت إيباي الاستعدادات للخروج من استثماراتها في سكايب عن طريق أخذها للجمهور. ومع ذلك، لم يتم إيداع الاكتتاب أبدا. بدلا من ذلك، باعت باي 65٪ من أسهم سكايب لثلاثة مستثمرين بما في ذلك مجلس الاستثمار خطة التقاعد الكندية. قيمة الصفقة سكايب في $ 2. 75 مليار. استحوذت مايكروسوفت لاحقا على الشركة بالكامل في مايو 2011. وبلغت القيمة الإجمالية للمعاملة 8 دولارات. 5 مليار دولار، وأنه حتى الآن أكبر اكتساب مايكروسوفت. قبل عام من الشراء كان يقدر أن سكايب حققت ما مجموعه 900 مليون $ في المبيعات. حاليا، وفقا لموقع مايكروسوفت، «مستخدمي سكايب تصل إلى 3 مليارات دقيقة من المكالمات كل يوم».

## بينغ
مع أكثر من 122 مليون عملية بحث يومية في اليوم، بينغ هي واحدة من محركات البحث الأكثر استخداما في العالم. كما أنها واحدة من أهم الشركات التابعة لشركة مايكروسوفت. أطلقت بينغ في يونيو 2009 بعد محاولة إعادة تسمية عدد من خدمات مايكروسوفت. تم إنشاء بينغ لتحل محل محركات البحث التي كانت مملوكة من قبل الشركة، بما في ذلك مسن سيرتش وويندوز ليف سيرتش. ووفقا لبعض التقارير، أنفقت مايكروسوفت في أي مكان من 80 مليون $ إلى 100 مليون $ على تعزيز بينج عندما أطلق محرك البحث الجديد لأول مرة.

## أوفيس 365
في يونيو 2011، دخلت مايكروسوفت صناعة الحوسبة السحابية مع إطلاق مجموعة من تطبيقات الإنتاجية عبر الإنترنت تسمى أوفيس 365. وتباع الخدمة لكل من الأفراد والمنظمات من خلال الاشتراك الشهري أو السنوي. تختلف تكلفة استخدام الخدمة باختلاف عدد المستخدمين المرتبطين بحساب ما. على سبيل المثال، تكلف خطة أوفيس 365 بوسينيس إسنتيالز 5 دولارات شهريا لكل مستخدم. إذا كانت الشركة التي تشترك في هذه الخطة لديها فريق من 20 موظفا، وتكلفة اشتراكهم 100 $ كل شهر. يساعد هذا النموذج على إنشاء تدفق إيرادات متعاظم ومتكرر ل ميكروسوفت. المشتركين في خدمة أوفيس 365 الحصول على الوصول إلى عدد من المنتجات ذات الصلة ميكروسوفت بما في ذلك، مبلغ محدد من دقائق مجانية لإجراء مكالمات على سكايب، والوصول إلى الإصدارات المستندة إلى ويب من ميكروسوفت أوفيس وخدمة البريد الإلكتروني وتخزين الملفات على خوادم ميكروسوفت.